# Водолазні роботи

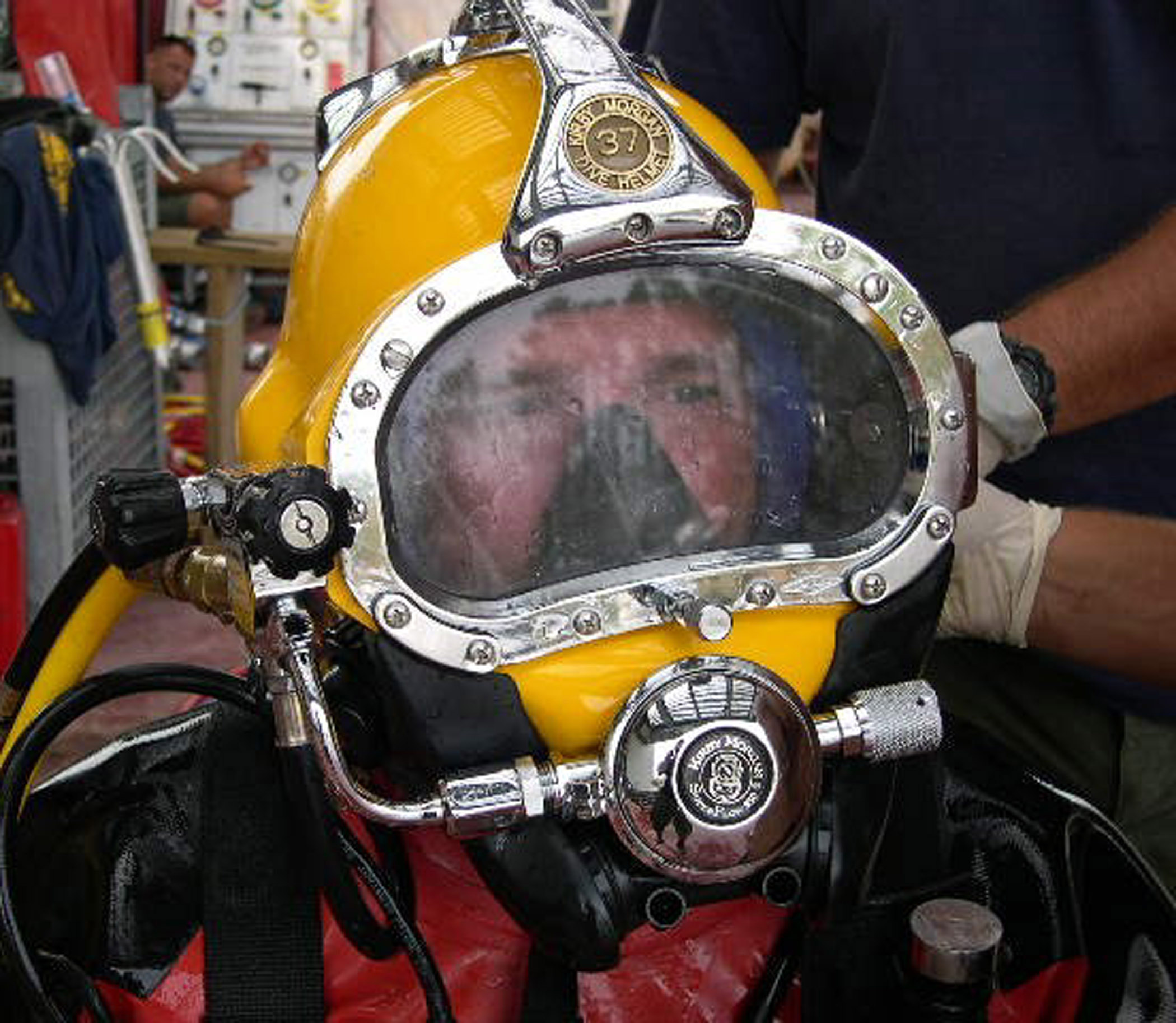

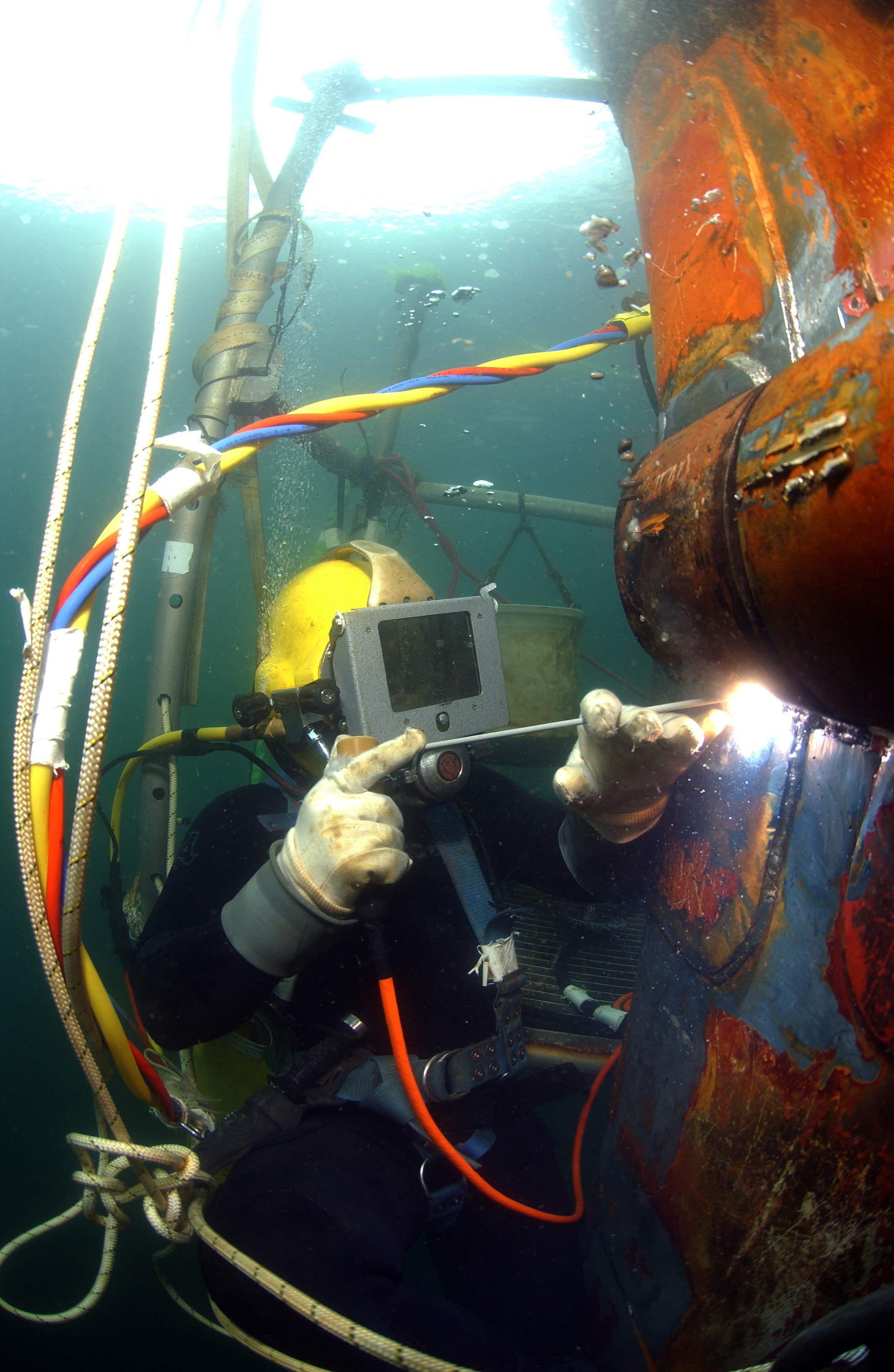

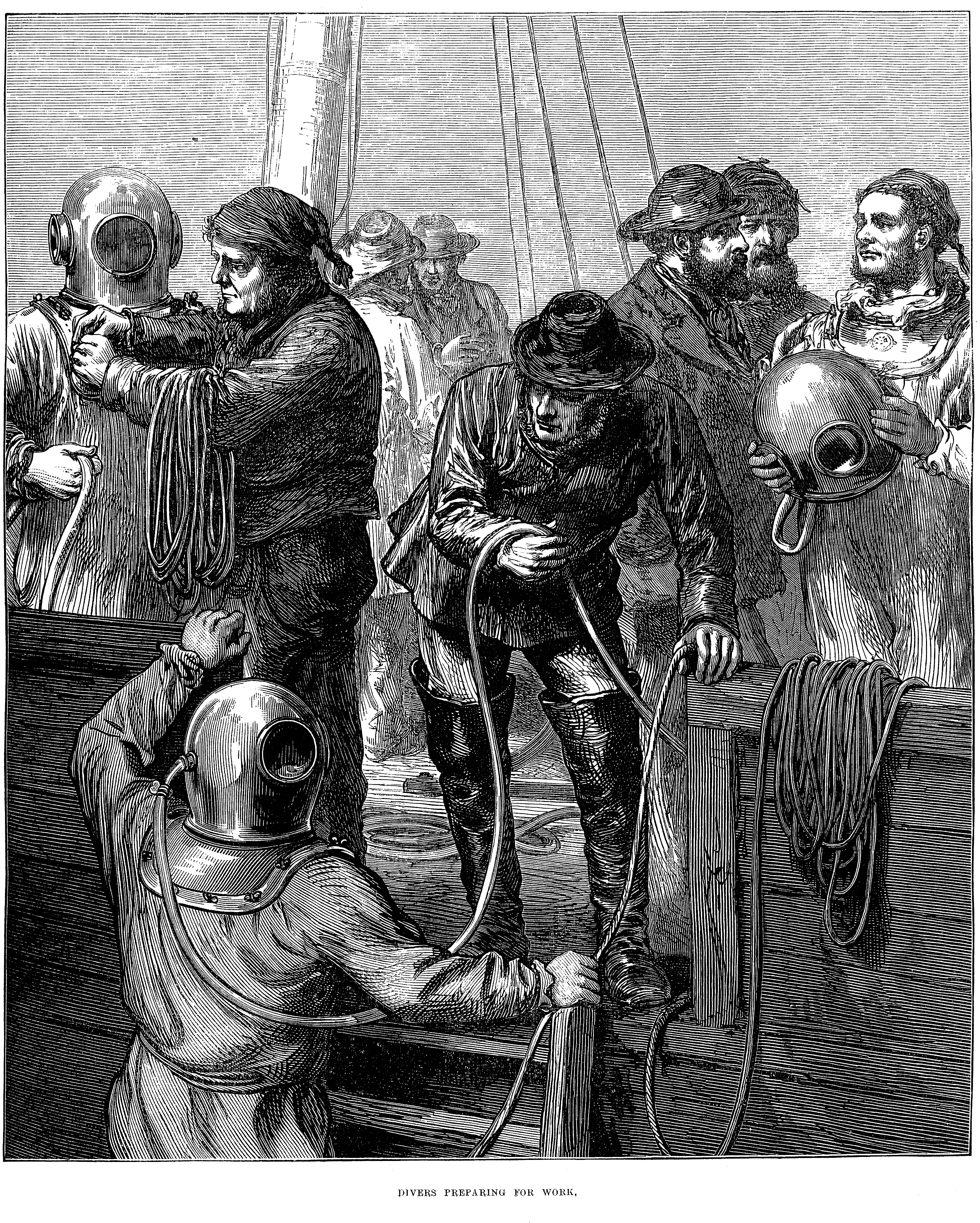
Водолазні роботи, 1873 р.

Водола́зні робо́ти (англ. diving operations; нім. Unterwasserarbeiten f pl) — сукупність операцій, які водолази виконують під водою.

## Загальна характеристика
Водолазні роботи використовують в інженерних дослідженнях (океанологічній, геофізичній, геологічній розвідці) і під час експлуатації підводних споруд та обладнання для видобування нафти і газу на шельфі — консервації, розконсервації або ліквідації свердловин, контролі стану конструкцій, очищенні поверхонь від обростання, кіно-, фото-, телезніманні, візуальних спостереженнях, під час будівництва підводних споруд (основ і фундаментів, прокладання трубопроводів і каналів, зварювання і ремонтно-механічні роботи і ін.), а також під час аварійно-рятувальних робіт.

## Водолазне обслуговування на шельфі
Водолазне обслуговування на шельфі (англ. diving support of offshore operations; нім. Taucherbedienung f auf dem Schelf) — при бурінні — три основних види робіт на шельфі, які виконують водолази: діагностика причин виходу з ладу обладнання, виконання першого етапу ремонтних робіт в безпосередній близькості від шельфових бурових устаткувань і прокладання підводних трубопроводів. Основний обсяг водолазних робіт — це нетривалі операції на невеликих глибинах. При цьому водолаза забезпечують балонами з дихальною сумішшю, як у випадку занурень з аквалангом. Будівельні операції на шельфі також потребують участі водолазів, які змушені працювати протягом тривалого часу на більших глибинах, тому використовується занурення з сатурацією, з обов'язковою подальшою декомпресією. При прокладанні трубопроводів водолази занурюються на тривалий час на великі глибини, часто виконують при цьому важку фізичну роботу.

## Система глибоководних занурень
Система глибоководних занурень (англ. deep diving system) — інтегрований комплект для водолазних робіт із сатурацією, який складається з судна обслуговування водолазних робіт, компресійної камери, водолазного ковпака, декомпресійної камери і допоміжного обладнання.